# 60 mètres masculin aux championnats du monde d'athlétisme en salle 2022
Pour un article plus général, voir Championnats du monde d'athlétisme en salle 2022.
Navigation
2018 2024
L'épreuve du 60 mètres masculin des championnats du monde en salle de 2022 se déroule le 19 mars 2022 dans la Štark Arena de Belgrade, en Serbie.

## Résultats

### Séries
Les 3 premiers de chaque série (Q) et le 3 meilleurs temps (q) se qualifient pour les demi-finales.
| Rang | Série | Couloir | Athlète                  | Pays                      | Temps | Notes |
| ---- | ----- | ------- | ------------------------ | ------------------------- | ----- | ----- |
| 1    | 4     | 2       | Marvin Bracy             | États-Unis                | 6.46  | PB    |
| 2    | 1     | 5       | Christian Coleman        | États-Unis                | 6.51  | Q     |
| 3    | 4     | 6       | Femi Ogunode             | Qatar                     | 6.52  | SB    |
| 4    | 5     | 5       | Marcell Jacobs           | Italie                    | 6.53  |       |
| 5    | 3     | 3       | Arthur Cissé             | Côte d'Ivoire             | 6.55  | Q     |
| 6    | 4     | 8       | Karl Erik Nazarov        | Estonie                   | 6.55  | NR    |
| 7    | 7     | 2       | Bolade Ajomale           | Canada                    | 6.57  | PB    |
| 8    | 3     | 4       | Shuhei Tada              | Japon                     | 6.57  | Q, SB |
| 9    | 3     | 2       | Lalu Muhammad Zohri      | Indonésie                 | 6.58  | Q, NR |
| 10   | 7     | 7       | Adam Thomas              | Grande-Bretagne           | 6.59  |       |
| 11   | 1     | 4       | Aleksandar Askovic       | Allemagne                 | 6.61  | Q, PB |
| 12   | 3     | 7       | Stephen Abosi            | Botswana                  | 6.62  | q, NR |
| 13   | 2     | 7       | Ferdinand Omanyala       | Kenya                     | 6.62  | Q     |
| 14   | 3     | 8       | Andrew Robertson         | Grande-Bretagne           | 6.62  |       |
| 14   | 4     | 4       | Carlos Nascimento        | Portugal                  | 6.62  | PB    |
| 16   | 5     | 6       | Jerod Elcock             | Trinité-et-Tobago         | 6.63  | Q     |
| 17   | 1     | 8       | Bernat Canet             | Espagne                   | 6.63  | Q     |
| 18   | 5     | 7       | Imranur Rahman           | Bangladesh                | 6.64  | Q, NR |
| 19   | 2     | 4       | Mario Burke              | Barbade                   | 6.64  | Q     |
| 20   | 2     | 1       | Nigel Ellis              | Jamaïque                  | 6.64  | Q, PB |
| 21   | 2     | 8       | Israel Olatunde          | Irlande                   | 6.66  |       |
| 21   | 4     | 5       | Giovanni Galbieri        | Italie                    | 6.66  |       |
| 23   | 6     | 8       | Travis Collins           | Guyana                    | 6.66  | Q     |
| 24   | 6     | 3       | Rikkoi Brathwaite        | Îles Vierges britanniques | 6.66  | Q     |
| 25   | 1     | 2       | Ján Volko                | Slovaquie                 | 6.66  | SB    |
| 26   | 7     | 5       | Felipe Bardi dos Santos  | Brésil                    | 6.66  | Q     |
| 27   | 3     | 6       | Dominik Illovszky        | Hongrie                   | 6.67  |       |
| 28   | 5     | 3       | Markus Fuchs             | Autriche                  | 6.68  |       |
| 29   | 5     | 2       | Miles Lewis              | Porto Rico                | 6.69  |       |
| 30   | 6     | 4       | David Vivas              | Venezuela                 | 6.69  | Q     |
| 31   | 2     | 2       | Adrian Brzeziński        | Pologne                   | 6.69  |       |
| 32   | 6     | 2       | Ali Anwar Ali Al Balushi | Oman                      | 6.71  |       |
| 33   | 7     | 4       | Sean Safo-Antwi          | Ghana                     | 6.71  |       |
| 34   | 2     | 5       | Erik Cardoso             | Brésil                    | 6.73  |       |
| 35   | 7     | 8       | Hassan Taftian           | Iran                      | 6.75  | SB    |
| 36   | 1     | 3       | Aleksa Kijanović         | Serbie                    | 6.80  |       |
| 37   | 2     | 3       | Favoris Muzrapov         | Tadjikistan               | 6.83  | NR    |
| 38   | 5     | 8       | Hassan Saaid             | Maldives                  | 6.87  | SB    |
| 39   | 6     | 7       | Fabrice Dabla            | Togo                      | 6.87  |       |
| 40   | 2     | 6       | Mohamed Alhammadi        | Émirats arabes unis       | 6.94  | PB    |
| 41   | 7     | 6       | Benele Simphiwe Dlamini  | Eswatini                  | 6.98  | PB    |
| 42   | 4     | 3       | Mateo Vargas             | Paraguay                  | 7.08  |       |
| 43   | 1     | 7       | Craig Gill               | Gibraltar                 | 7.10  | PB    |
|      | 5     | 4       | Melique García           | Honduras                  |       | DNS   |
|      | 4     | 7       | Przemysław Słowikowski   | Pologne                   |       | DQ    |
|      | 1     | 6       | Umar Khayam Hameed       | Pakistan                  |       | DQ    |
|      | 3     | 5       | Foday Kallon             | Sierra Leone              |       | DQ    |
|      | 7     | 3       | Francesco Sansovini      | Saint-Marin               |       | DNS   |
|      | 6     | 5       | Joris van Gool           | Pays-Bas                  |       | DNS   |
|      | 6     | 6       | Emmanuel Eseme           | Cameroun                  |       | DNS   |

### Demi-finales
Les 2 premiers de chaque série (Q) et les 2 meilleurs temps (q) se qualifient pour la finale.
| Rang | Série | Couloir | Athlète                 | Pays                      | Temps | Notes |
| ---- | ----- | ------- | ----------------------- | ------------------------- | ----- | ----- |
| 1    | 2     | 3       | Marcell Jacobs          | Italie                    | 6.45  | Q, WL |
| 2    | 3     | 6       | Christian Coleman       | États-Unis                | 6.51  | Q     |
| 2    | 1     | 3       | Marvin Bracy            | États-Unis                | 6.51  | Q     |
| 4    | 2     | 5       | Adam Thomas             | Grande-Bretagne           | 6.57  | Q     |
| 5    | 3     | 5       | Bolade Ajomale          | Canada                    | 6.58  | Q     |
| 6    | 2     | 7       | Karl Erik Nazarov       | Estonie                   | 6.59  | q     |
| 7    | 2     | 4       | Arthur Cissé            | Côte d'Ivoire             | 6.59  | q     |
| 8    | 3     | 4       | Femi Ogunode            | Qatar                     | 6.60  |       |
| 9    | 2     | 2       | Stephen Abosi           | Botswana                  | 6.61  | NR    |
| 10   | 3     | 3       | Aleksandar Askovic      | Allemagne                 | 6.62  |       |
| 11   | 1     | 6       | Jerod Elcock            | Trinité-et-Tobago         | 6.63  | Q     |
| 12   | 1     | 2       | Andrew Robertson        | Grande-Bretagne           | 6.64  |       |
| 13   | 1     | 4       | Ferdinand Omanyala      | Kenya                     | 6.64  |       |
| 14   | 1     | 1       | Nigel Ellis             | Jamaïque                  | 6.65  |       |
| 15   | 3     | 1       | Carlos Nascimento       | Portugal                  | 6.65  |       |
| 16   | 1     | 8       | Mario Burke             | Barbade                   | 6.67  |       |
| 17   | 3     | 2       | Felipe Bardi dos Santos | Brésil                    | 6.67  |       |
| 18   | 1     | 5       | Travis Collins          | Guyana                    | 6.67  |       |
| 19   | 2     | 1       | David Vivas             | Venezuela                 | 6.79  |       |
| 20   | 3     | 8       | Bernat Canet            | Espagne                   | 8.29  |       |
|      | 1     | 7       | Imranur Rahman          | Bangladesh                | DNF   | DNF   |
|      | 2     | 6       | Shuhei Tada             | Japon                     | DQ    |       |
|      | 2     | 8       | Lalu Muhammad Zohri     | Indonésie                 | DNS   | DNS   |
|      | 3     | 7       | Rikkoi Brathwaite       | Îles Vierges britanniques | DNS   | DNS   |

### Finale
| Rang               | Couloir | Athlète           | Pays              | Temps          | Notes |
| ------------------ | ------- | ----------------- | ----------------- | -------------- | ----- |
| Médaille d'or      | 5       | Marcell Jacobs    | Italie            | 6 s 41 (6.407) | WL    |
| Médaille d'argent  | 3       | Christian Coleman | États-Unis        | 6 s 41 (6.410) | WL    |
| Médaille de bronze | 4       | Marvin Bracy      | États-Unis        | 6 s 44         | PB    |
| 4                  | 1       | Karl Erik Nazarov | Estonie           | 6 s 58         |       |
| 5                  | 6       | Adam Thomas       | Grande-Bretagne   | 6 s 60         |       |
| 6                  | 8       | Jerod Elcock      | Trinité-et-Tobago | 6 s 63         |       |
| 7                  | 7       | Bolade Ajomale    | Canada            | 6 s 63         |       |
| 8                  | 2       | Arthur Cissé      | Côte d'Ivoire     | 6 s 69         |       |

## Légende
Records et Performances
- AR : Record continental (area record)
- CR : Record des championnats (championship record)
- MR : Record du meeting (meet record)
- NR : Record national (national record)
- OR : Record olympique (olympic record)
- PR : Record paralympique (paralympic record)
- PB : Record personnel (personal best)
- SB : Meilleure performance personnelle de la saison (season's best)
- WL : Meilleure performance mondiale de l'année (world leader)
- WJR : Record du monde junior (world junior record)
- WR : Record du monde (world record)

Circonstances et Conditions
- DNF : N'a pas terminé (did not finish)
- DNS : N'a pas pris le départ (did not start)
- DQ : Disqualification (disqualification)
- NM : Aucun essai valable enregistré (No Mark)
- Q : Qualifié « directement » au prochain tour (ou à la prochaine compétition), lors d'une compétition majeure, grâce au classement ou à la réalisation des minima (automatic qualifier)
- q : Qualifié au prochain tour (ou à la prochaine compétition), lors d'une compétition majeure, grâce au repêchage ou à la réalisation de l'une des meilleures performances parmi celles des « non qualifiés directement » (grâce au meilleur temps ou à la meilleure distance par exemple) (secondary qualifier)